# Снаккербюрен
Снаккербюрен (нід. Snakkerburen, фриз. Snakkerbuorren) — село в нідерландській провінції Фрисландія. Входить до муніципалітету Леуварден.
Його площа становить 0,31км², а населення станом на 2021 рік складало 195 осіб.
Перша згадка про населений пункт датується 1664 роком.

## Галерея

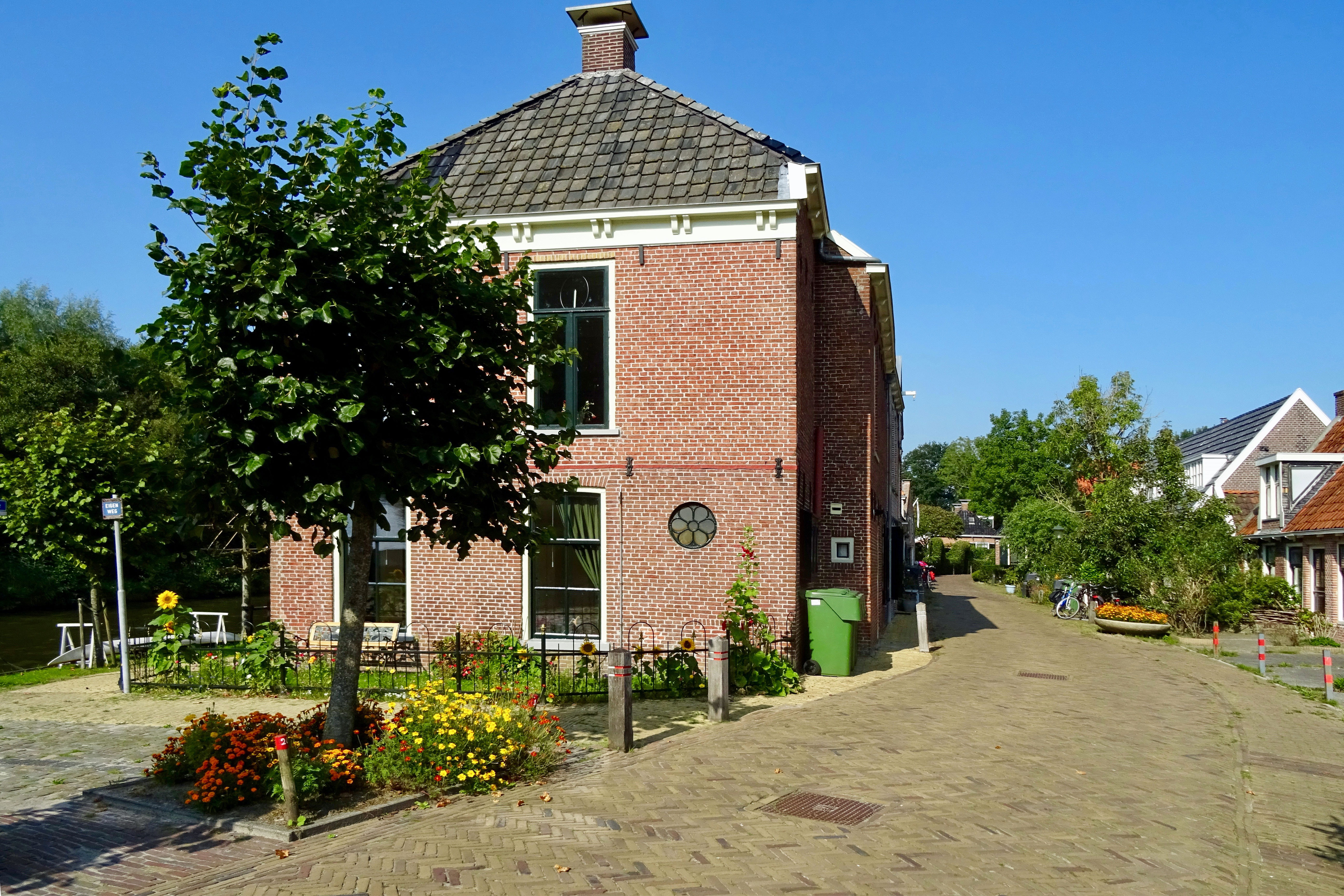
Будівля колишнього готелю
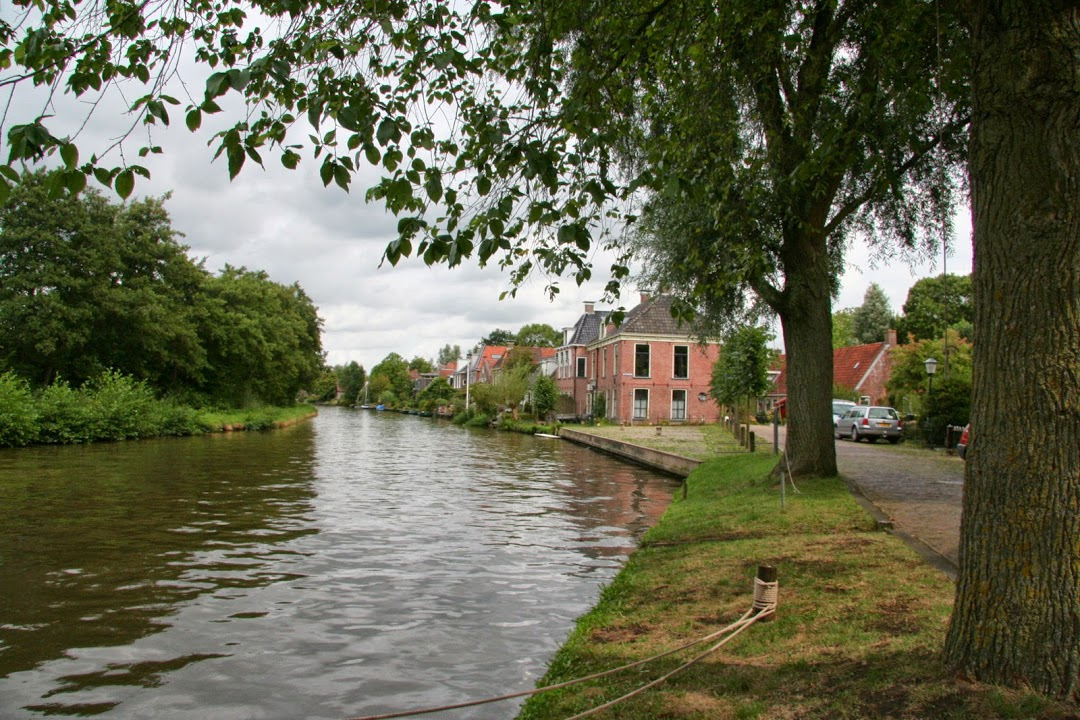
Вид на канал
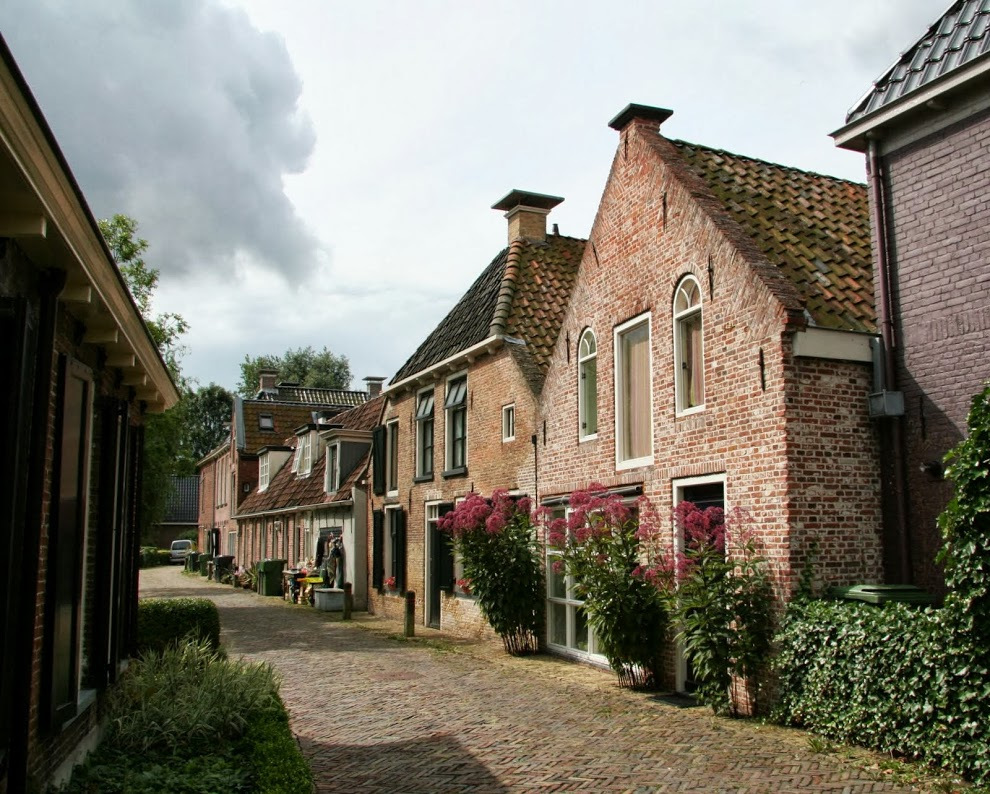
Сільська вулиця
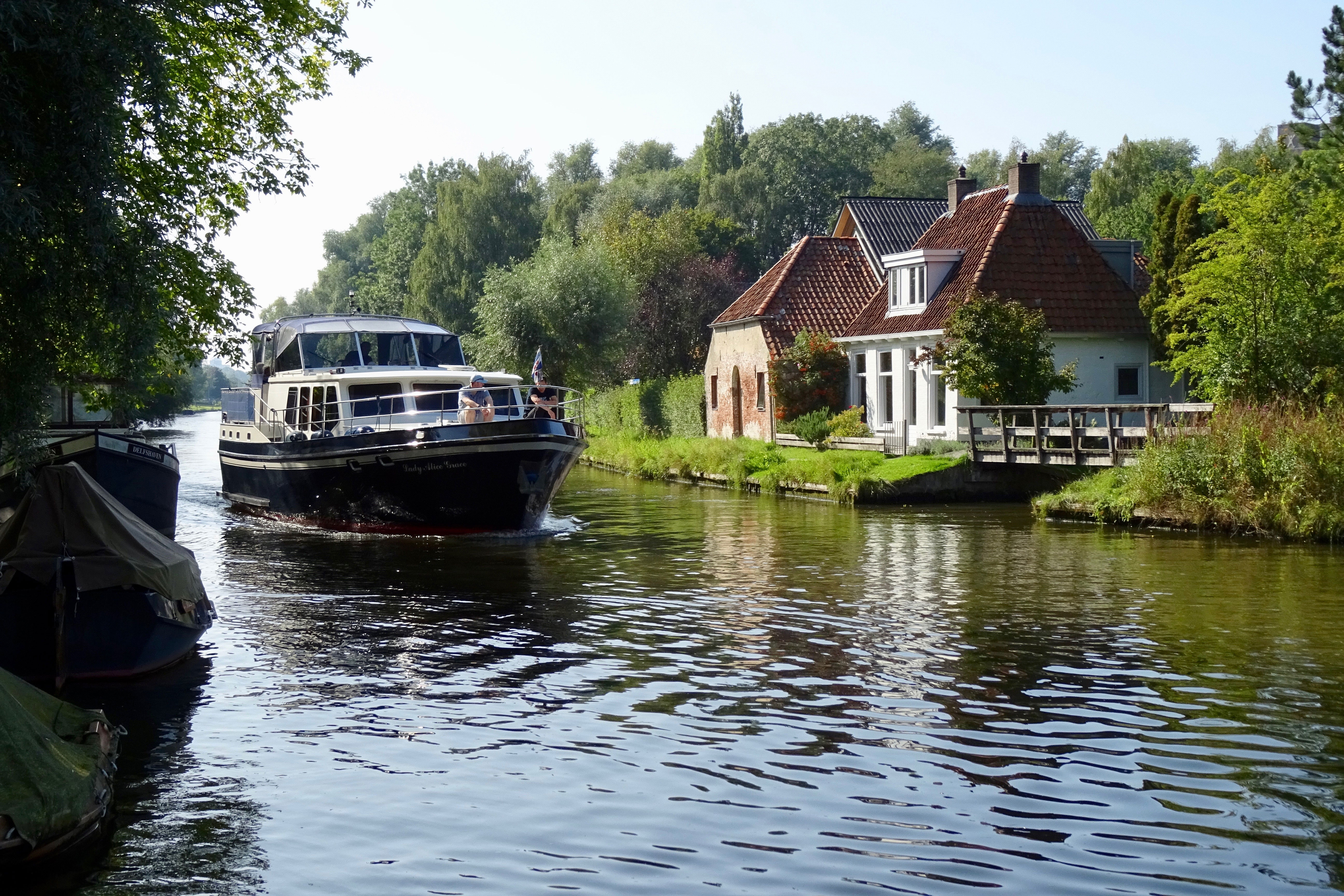
Вид на канал